# Santuario della Madonna dei Lumi
Il santuario della Madonna dei Lumi è un edificio sacro che si trova nella via omonima a Pieve Santo Stefano.

## Storia e descrizione
Il santuario mariano fu eretto tra il 1590 e il 1625 dall'architetto Pietro Cecini per onorare un'immagine della Madonna affrescata in un tabernacolo, che si diceva visitata ogni notte da luminose schiere di angeli. Nel 1612 l'immagine venne collocata sopra l'altare maggiore.
Il tempio, con pianta a croce greca, si presenta elegante e slanciato. Il modello architettonico a pianta centrale riprende la tipologia degli edifici religiosi tardocinquecenteschi voluti dal governo mediceo. 
All'interno quattro grandi pilastri dorici, fiancheggiati da altri mezzi pilastri, sostengono una maestosa cupola affrescata con uno scenario del paradiso da Luigi Ademollo (XIX secolo). Del pittore milanese anche i dipinti ai lati e sopra l'altare maggiore: l'Adorazione dei Magi (in alto, centrale), la Deposizione di Cristo dalla croce (a destra) e l'Ascensione (a sinistra), oltre alle dodici figure degli Apostoli sulle pareti dei bracci laterali e dell'ingresso. 
L'altare maggiore, opera dello scultore fiorentino Pietro Betti, si segnala come indubbio elemento di maggior pregio artistico. Al centro di esso, il venerato affresco della Madonna dei Lumi, di autore sconosciuto, è databile intorno della metà del '400.  Vi sono conservate interessanti tele secentesche di Francesco Curradi (Santi, attorno alla venerata immagine), Alessandro Ciampelli (Madonna col Bambino, sant'Andrea e santa Caterina, firmata e datata 1618) e una tavola (Madonna in trono col bambino e santi) tradizionalmente riferita a Fra Bartolomeo, ma più probabilmente del Maestro di Serumido.

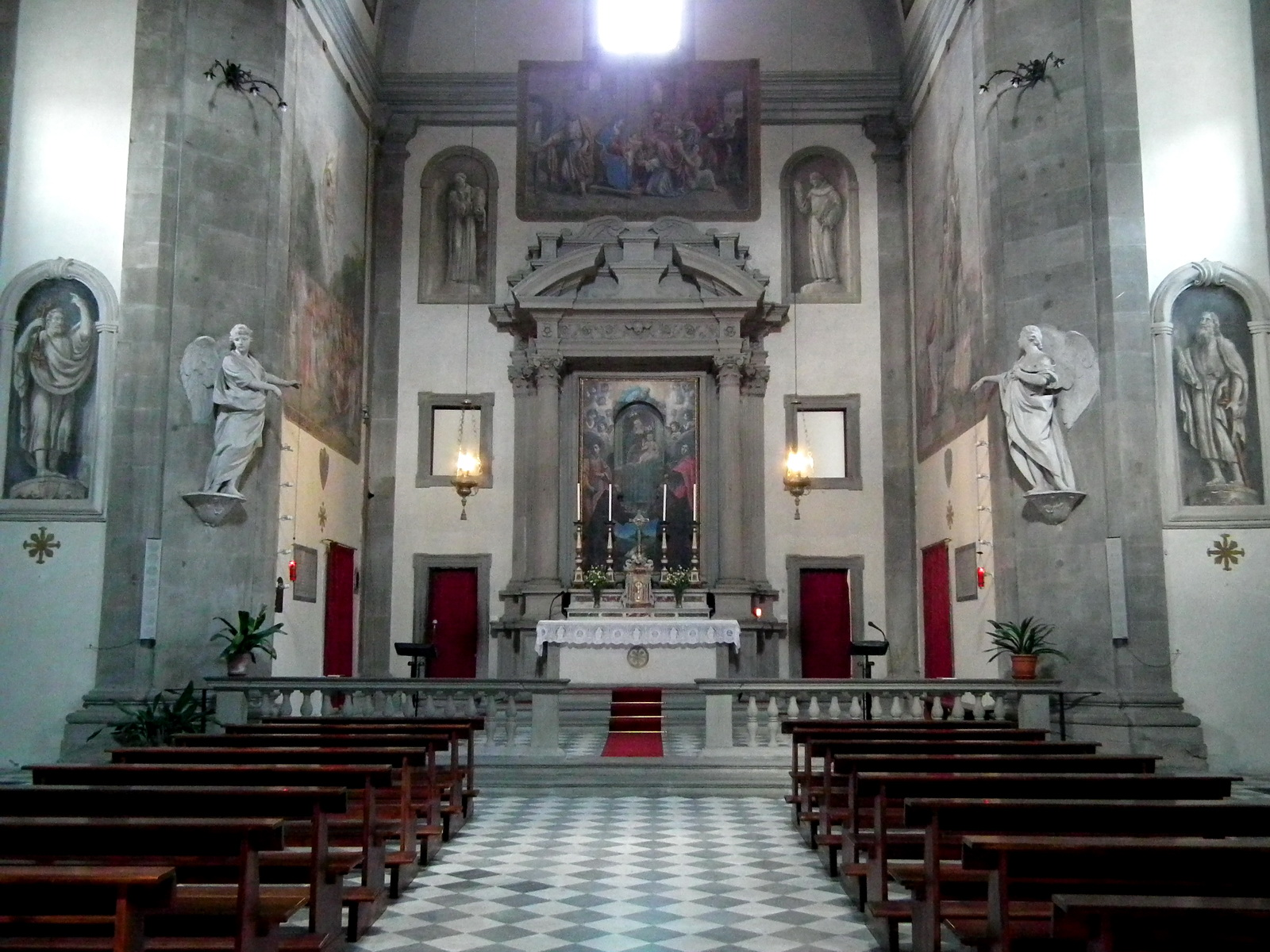
Sacra icona sull'altare maggiore
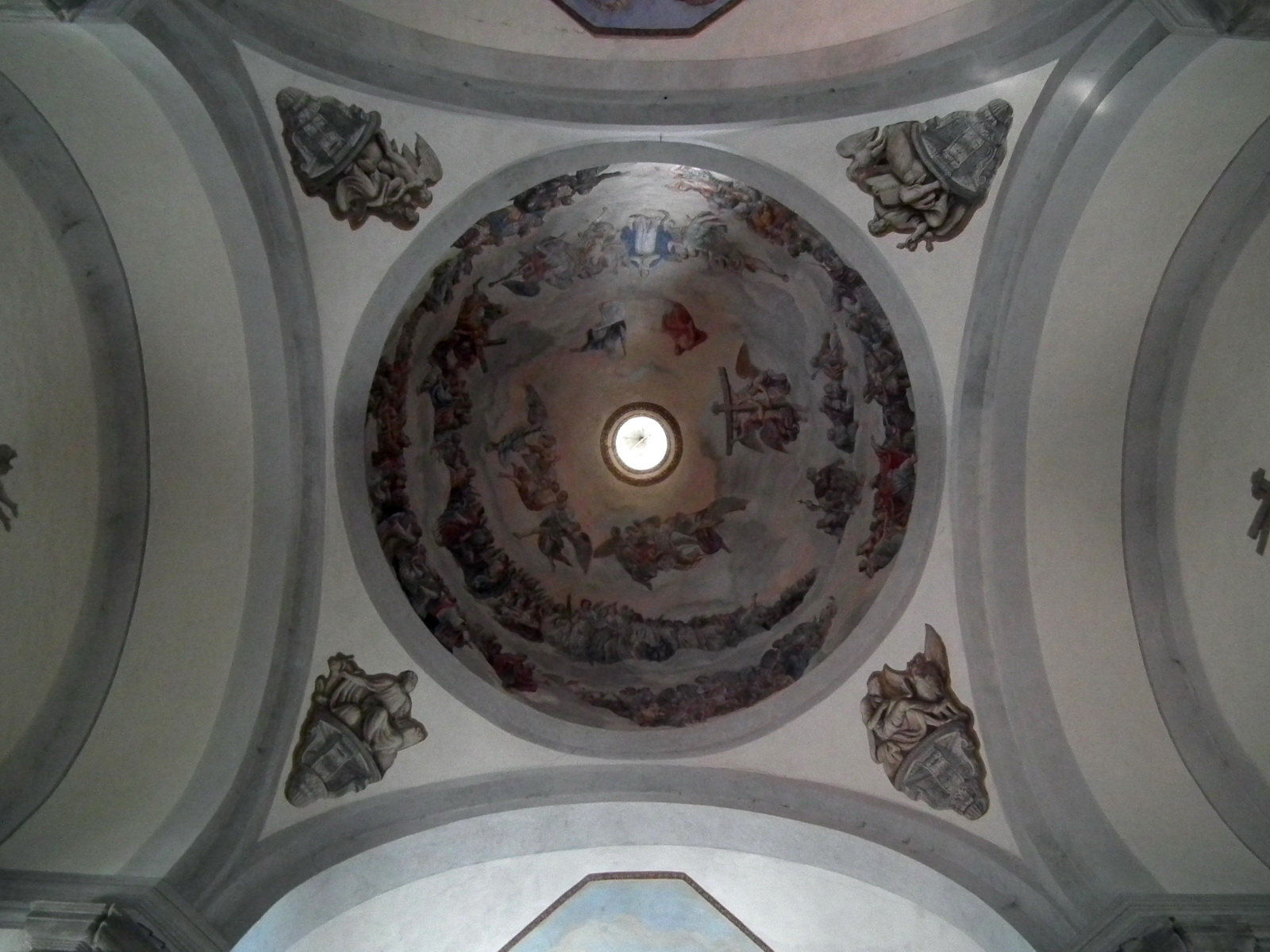
Cupola affrescata dall'Ademollo
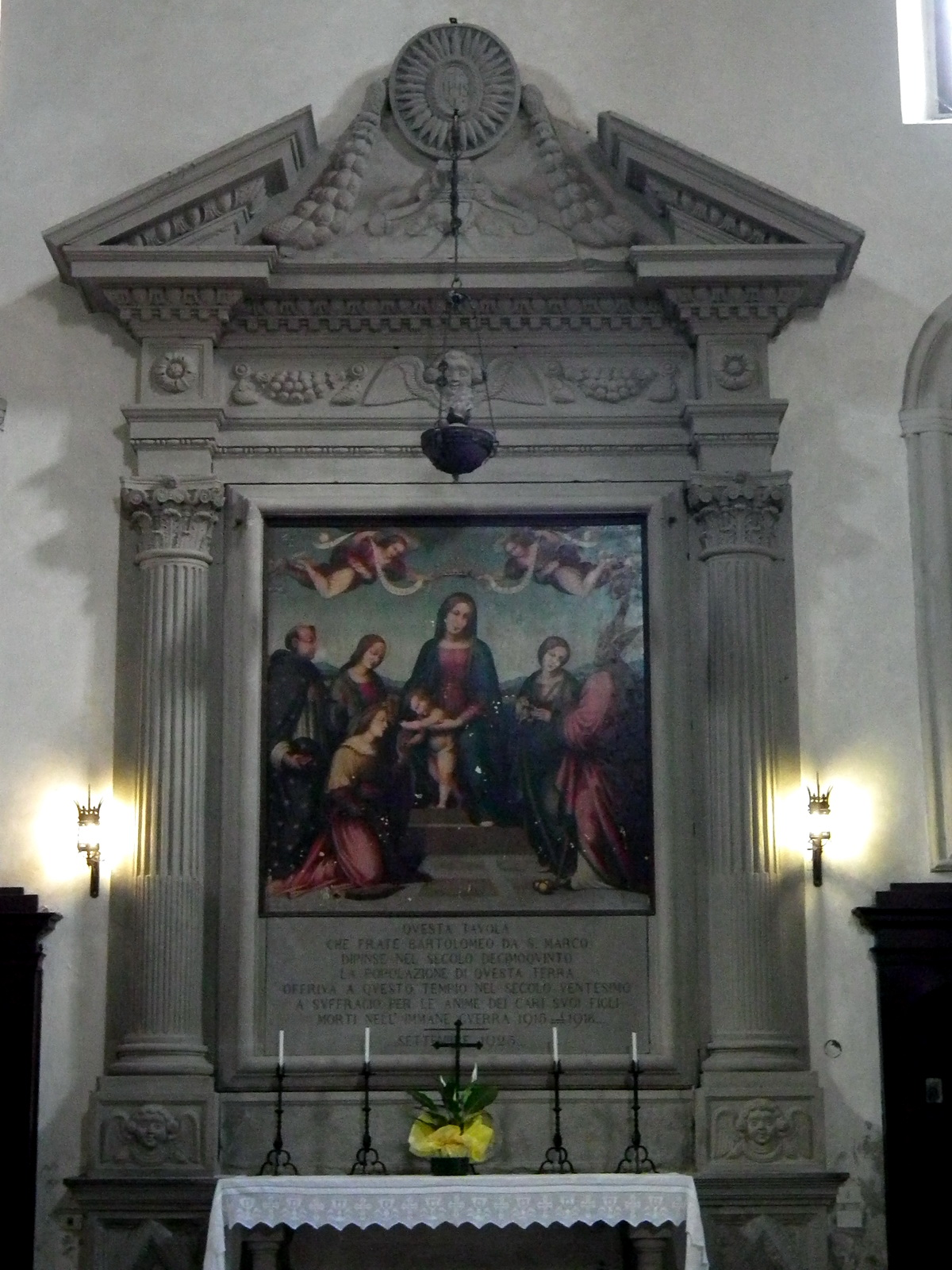
Altare destro, ornato di una tavola di Fra Bartolomeo da San Marco
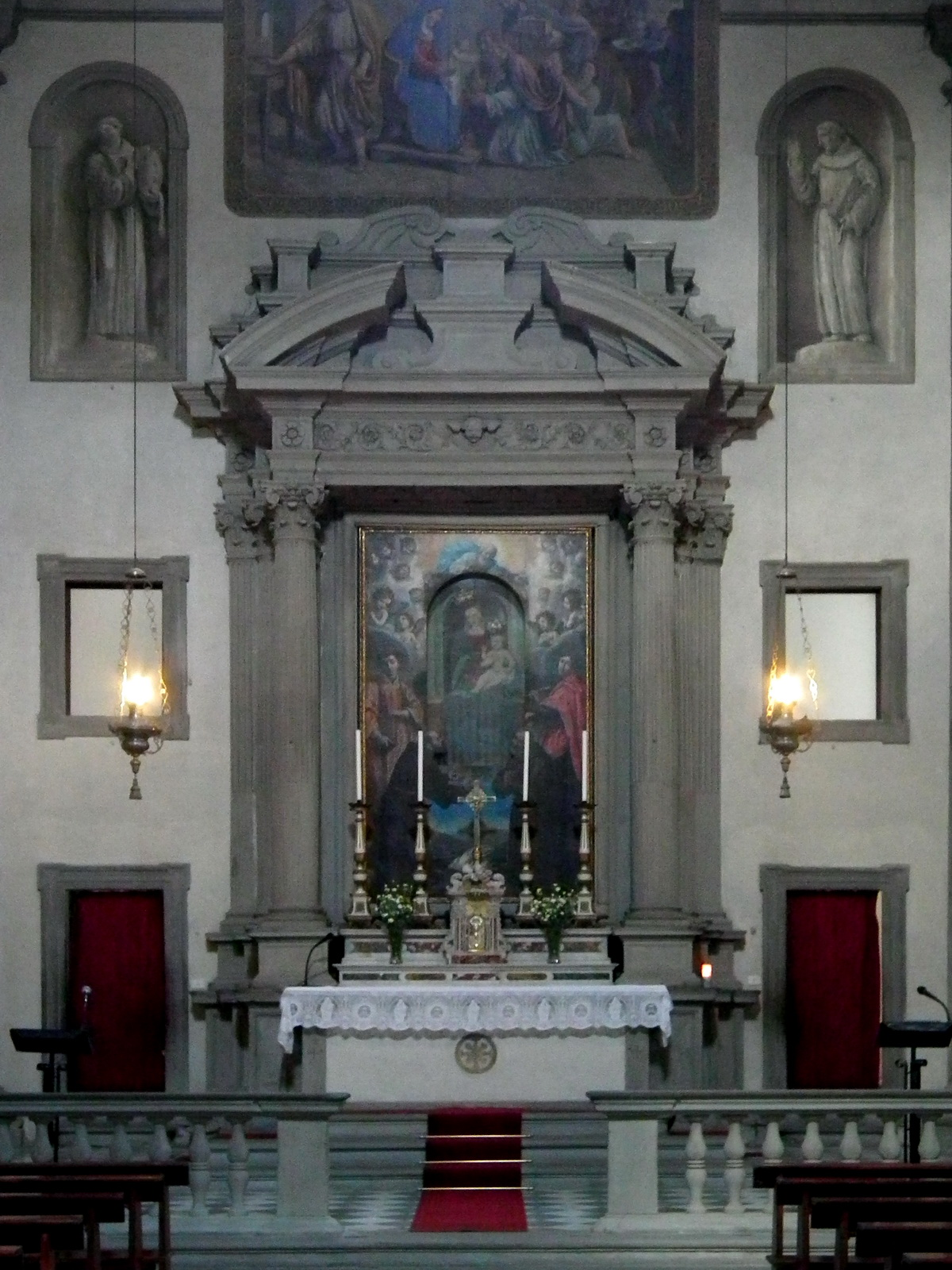
Altare maggiore, opera di Pietro Betti
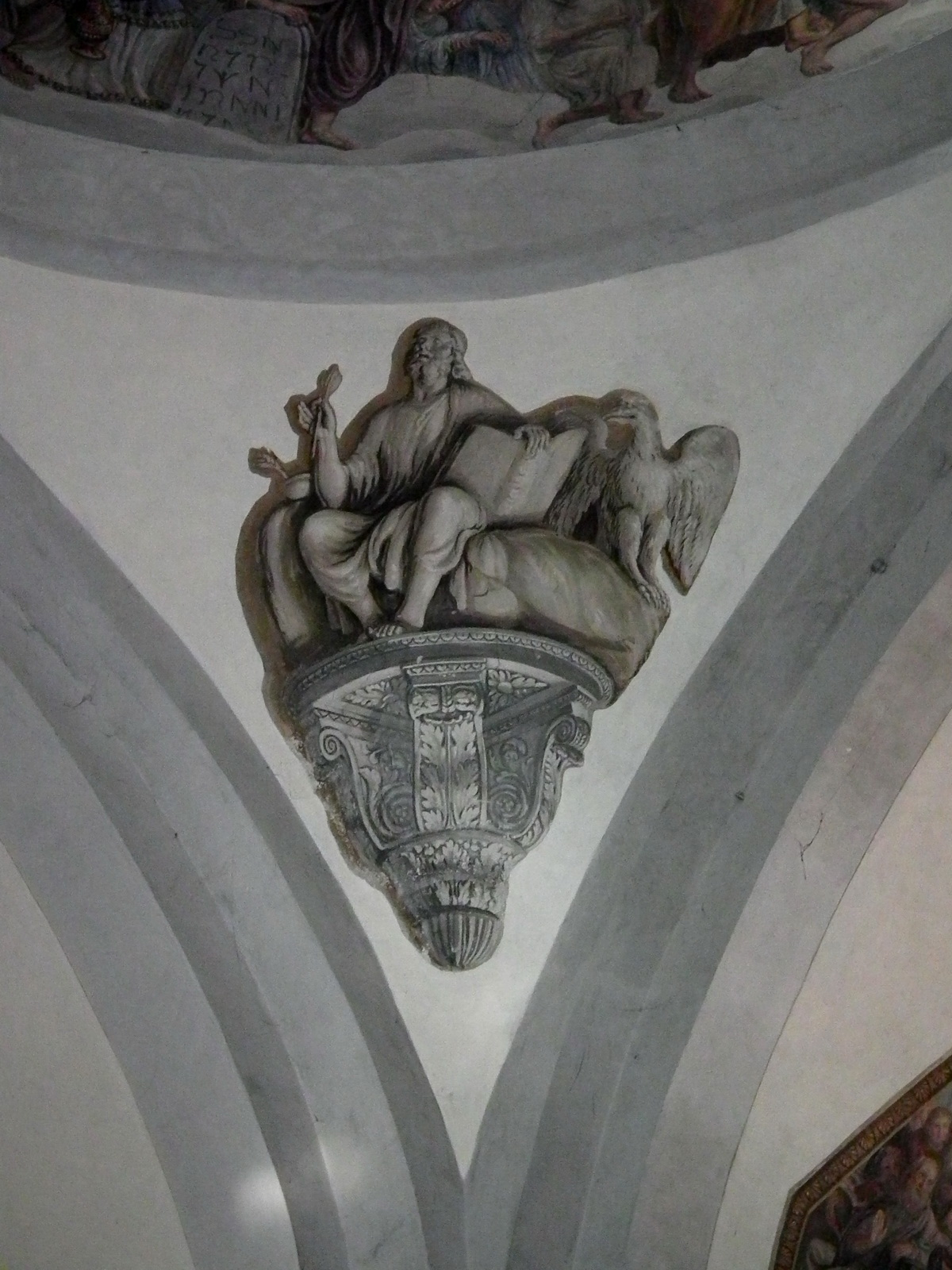
Pennacchio decorato dall'Ademollo
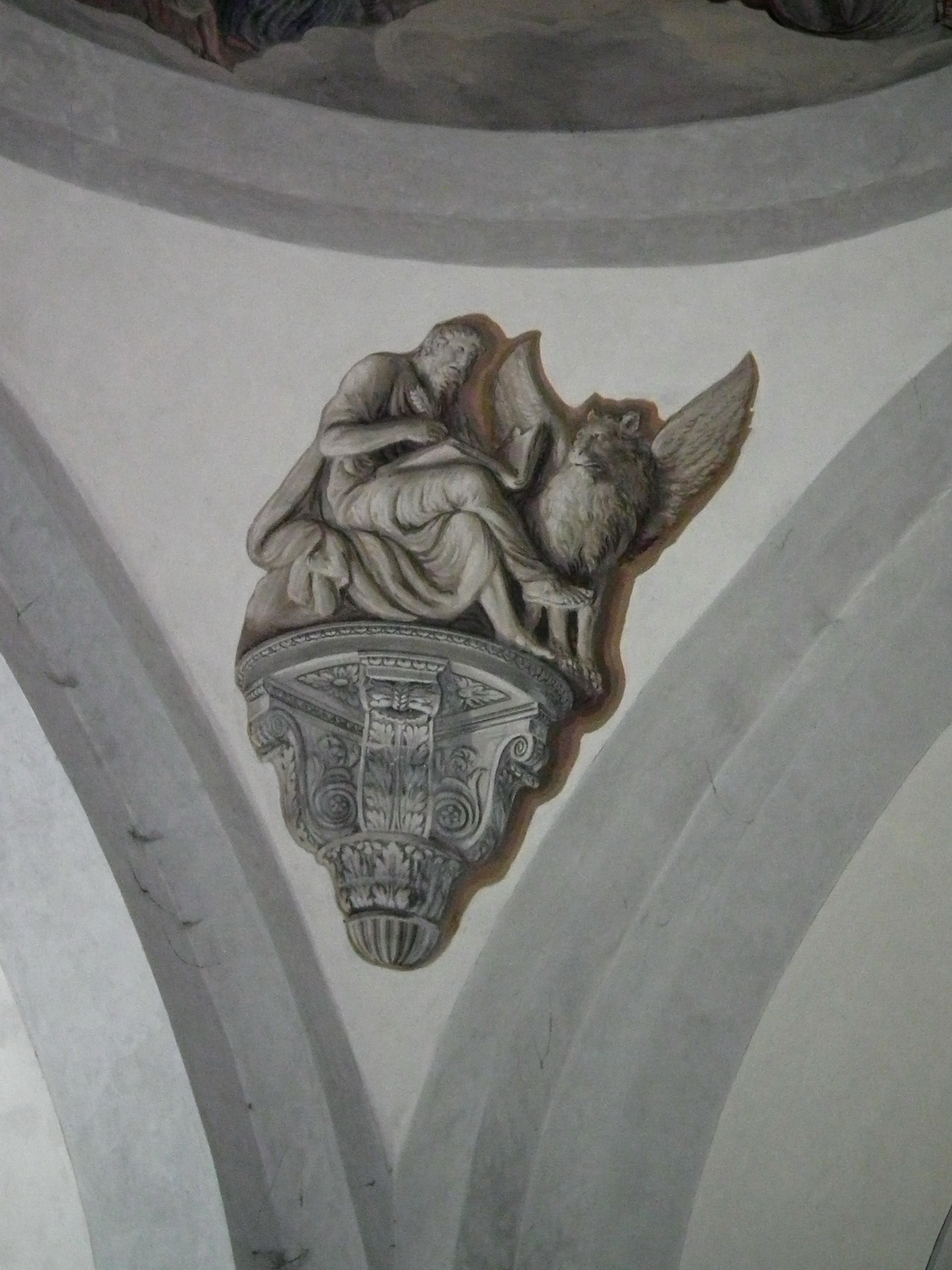
Pennacchio decorato

## Ricorrenza
Ogni 8 di settembre, giorno della natività della Vergine, e la sua vigilia, Pieve Santo Stefano celebra la Festa della Madonna dei Lumi, con una processione dal tempio della Madonna del Colledestro, messe, accensione dei pagliai sul Tevere, disputa del Palio di Lumi e illuminazioni del centro cittadino allestite dai quattro Rioni. La tradizione nasce l'8 settembre del 1631, anno in cui la popolazione, per voce del suo vicario Pietro Strozzi, emette solenne voto di celebrare ogni anno in perpetuo la festa della "Beatissima Vergine", se essa avesse concesso di liberare il paese dalla peste. Il voto viene ratificato dal cancelliere granducale Bartolomeo Magi d'Anghiari, il 21 settembre 1632.